# Arany János emlékezete Erdélyben
Arany János emlékezete Erdélyben – A klasszikus irodalmi örökségnek járó irodalomtörténeti idézésén kívül Arany János költészetének közvetlen hatása a romániai magyar költészetre elenyésző. Líránk ugyanis túlnyomórészt az Arany-hagyomány tekintélye ellen fellázadó Nyugat-mozgalom, illetve a hagyományokkal nála is gyökeresebben szakító avantgárd esztétikai eszménye szerint fejlődött, s legfeljebb a népnemzeti iskola továbbélő képviselőinek, például Szabolcska Mihálynak a műveiben találunk Arany-hatást.

## Arany emlékezete két világháború közt
Az első világháború előtt Erdélyben nem volt Arany-kiadás, erre csak a szerzői jog elévülése és a kiadói jog átruházása után kerülhetett sor. Antalffy Endre és Osvát Kálmán érdeme a Toldi és a Toldi estéje első romániai, népszerűsítő bevezetőikkel ellátott kiadása a Klasszikus Olvasmányok című sorozatban (1923-24); Kiss Ernő jegyzeteivel 1924-ben megjelent a Toldi iskolai használatra is (újabb kiadásai 1927, 1934).
1929-ben Kolozsvárt népszerű Arany-méltatás látott napvilágot (Brósz Ilona: Arany János élete és munkássága), ezt követte az Arany János Társaság pályázatán díjnyertes életrajz (Radó Pál: Arany János élete és munkássága. Nagyszalonta, 1930).
A költő halálának 50. évfordulóján, 1932-ben a Kolozsvári Magyar Színház rendezett ünnepi előadást; ez alkalommal a Pásztortűzben Császár Károly és Kovács Dezső, az Erdélyi Helikonban Reményik Sándor, Szerb Antal (Arany János és Európa), Kovács László, Molter Károly méltatta a költőt.
A Kemény Zsigmond Társaság Arany-ünnepélyét Antalffy Endre Arany-ódájával nyitották meg Marosvásárhelyen. Az Arany-ünnepségek műsorigényeit szolgálták az évfordulón kinyomtatott hazai kórusművek (Delly-Szabó Géza: Mátyás anyja; Nemes Elemér: Tetemrehívás; Tárcza Bertalan: Zách Klára).
1933-ban jelent meg az Erdélyi Szépmíves Céh bibliofil kiadványa, Arany János balladái, Buday György fametszeteivel. Kolozsvárt 1936-ban Arany válogatott verseit, 1938-ban elbeszélő költeményeit jelentette meg a Minerva Könyvkiadó Görög Ferenc bevezetésével, 1942-ben a Lepage-kiadású Tillaárom haj! vidám verseit tartalmazta Gaál Gábor szerkesztésében, R. Berde Mária előszavával és Andrásy Zoltán illusztrációival.

## Arany emlékezete a II. világháború után
A második világháború után a stíldemokratizmus követelménye Petőfi Sándor mellett Aranyt is a követendő példaképek közé emelte; ez a verses epika feltámasztásának kísérleteiben mutatható ki. Az 1940-es évek végén és az 1950-es években s utánuk induló költőnemzedék tagjai közül Kányádi Sándor verseiben érezhető e példa vonzása, úgyszintén a gyermekirodalom egyes műfajaiban (verses mese).
A költő irodalmi örökségének idézése műveinek újbóli kiadásában s a hazai Arany-kutatásban, a nagy évfordulók (1932, 1957, 1967) megünneplésében és sajtóvisszhangjában, továbbá az intézmények ápolásában (Arany János Emlékmúzeum, Arany János Irodalmi Kör (Nagyszalonta), Arany János Irodalmi Kör (Brassó), Arany János Társaság) öltött formát.
A Toldi megjelenésének 100. évfordulóján, 1947-ben az Utunk hasábjain vita robbant ki Toldi Miklós irodalmi alakjáról: a művet és hősét egy osztályharcos irodalommodellhez mérő Gaál Gáborral szemben Benedek Marcell bizonyítja Toldi népi hős voltát. 1951–52-ben Gaál Gábor utolsó egyetemi kollégiumát Arany Jánosnak szentelte, s ugyanakkor Aranyról több, a maga irodalomfelfogását tükröző tanulmányt is írt (Irodalmi Almanach, 1951/4-5; Utunk, 1952/10).
A költő születésének 140. és halálának 75. évfordulójára megújult a nagyszalontai Arany János Emlékmúzeum; Kolozsvárt az egyetemi hallgatóság rendezett ünnepségeket, Nagyszalontán, a költő szülővárosában Kacsó Sándor az Írószövetség előadója. Emlékezetes Dr. Petru Groza miniszterelnök ez alkalomból "Arany János ünneplőihez" címzett levele (Előre 1957. március 3.).
Az Arany-művek újbóli kiadása 1955-ben a Toldi-trilógiával folytatódott a Magyar Klasszikusok sorozatban; 1957-ben a költő születésének 140. és halálának 75. évfordulójára megjelent kiadványok közt volt az első román nyelvű Arany-kötet Haralambie Grămescu fordításában és bevezető tanulmányával (Versuri alese), melyet 1960-ban Lőrinczi László szerkesztésében kétnyelvű antológia követett (Poeme, Költemények).
Antal Árpád előszavával jelent meg ismét a teljes Toldi (1960), ezt követte egy kötetben a Toldi és a Toldi estéje Dánielisz Endre előszavával és jegyzeteivel (1964, újabb kiadás 1966, 1976), majd 1972-ben a Magyar Klasszikusok sorozatban újra a teljes trilógia Sütő András bevezető tanulmányával (2. kiadás 1975).
Országszerte megemlékeztek Arany születésének másfél százados évfordulójáról is 1967-ben. Az Igaz Szó, Utunk és Korunk különszámmal adózott a költőnek; az Arany János Emlékmúzeum Arany és hősei a képzőművészetben címmel rendezett kiállításán Puskás Sándor Arany és Petőfi találkozását megörökítő szobra, Nagy Pál linómetszete, Kozma István fémdomborítása és Hunyadi László vörösréz Arany-plakettje aratott sikert.
A Kincses Könyvtár és Tanulók Könyvtára sorozataiban egymást érték az Arany János költészetét bemutató kötetek. Téka-kötetben jelentette meg a Kriterion Könyvkiadó a kor-, tanuló- és lakótárs Rozvány György visszaemlékezéseit Aranyra és Rozvány Erzsébet levelezését az Arany családdal (Arany János és Rozvány Erzsébet, bemutatja Sáfrán Györgyi, 1973), valamint Antal Árpád Arany és Petőfi levelezése (1973) c. gyűjteményét. Arany Legszebb versei 1977-ben jelentek meg, Irodalmi tanulmányok (Magyar Klasszikusok 1978) c. válogatást írásaiból Rohonyi Zoltán állított össze.
Az Arany-tisztelet skálájának szélességét jellemzi, hogy Patkós György és Kovács Ferenc már 1955-ben bemutatta kolozsvári színészek közreműködésével a Toldi dramatizált rádióváltozatát, s Szilágyi Domokos 1968-ban Kortársunk Arany János címmel önálló kötetként megjelent esszéjében vallott a 19. század klasszikusának élő emberségéről.
Arany románra fordított verseiről Réthy Andor adott tájékoztatást (Arany János – románul. Könyvészeti adalék, NyIrK, 1970/1). Arany-verseket Erdélyben Kozma Géza zenésített meg.